# Arlee Wararong
Arlee Wararong (em tailandês:  อารีย์ แวอารง) (nasceu?) é um ex-ciclista tailandês. Representou sua nação nos Jogos Olímpicos de Montreal 1976, na prova de corrida em estrada.